# Síntese quimioenzimática
Síntese quimioenzimática é uma técnica de fabricação de medicamentos que utiliza enzimas e compostos químicos que diminuem o número de processos químicos (etapas) para sua produção.
A técnica foi primariamente desenvolvida para a heparina e foi possível reduzir o número de processos químicos de 50 para apenas 12. Assim formou-se uma heparina de peso molecular ultra-baixo mais com a mesma eficiência que o fondaparinux (um anticoagulante da família das heparinas). Foi desenvolda por Robert Linhardt e colaboradores.